# Allionia
Allionia es un género de plantas con flores de la familia Nyctaginaceae con dos especies dispersas por el hemisferio norte, y un total de casi 100 especies descritas. Son inusuales en su inflorescencia, ya que consiste en tres flores separadas que aparentan ser una sola. Comprende 94 especies descritas y de estas, solo 3 aceptadas.

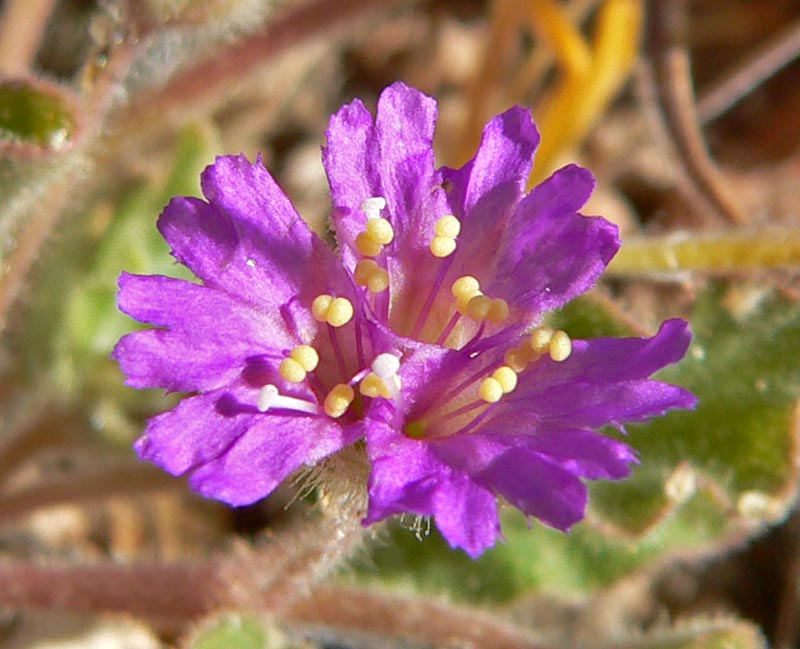
Flores de A. incarnata.

## Descripción
La planta es finamente velluda caduca o de corta vida perenne con tallos que alcanza un metro de longitud, a menudo trepando a través de otras plantas. Las hojas son ovales de hasta 4 cm de longitud. Las inflorescencias son axilares con tres flores de color púrpura simétricas que parecen una única flor de 3-15 mm de ancho. Las flores son hermafroditas. 
La especie Allionia incarnata L. se encuentra en Norteamérica, las  Indias occidentales, Centroamérica, y Sudamérica, mientras que Allionia choisyi Standl. está restringida a Norteamérica en Arizona, Utah, Nuevo México, y Texas.

## Taxonomía
El género fue descrito por Carlos Linneo y publicado en Systema Naturae, Editio Decima 2: 890. 1759. La especie tipo es: Allionia incarnata L.
Etimología
Linneo nombró este género en honor del botánico italiano Carlo Allioni (1725-1804).

## Especies aceptadas
A continuación se brinda un listado de las especies del género Allionia aceptadas hasta octubre de 2014, ordenadas alfabéticamente. Para cada una se indica el nombre binomial seguido del autor, abreviado según las convenciones y usos.	
- Allionia choisyi Standl.
- Allionia incarnata L.
- Allionia viscida Cockerell